# Campionato mondiale di hockey su ghiaccio Under-20 2010
Il 34º Campionato mondiale di hockey su ghiaccio U-20 è stato assegnato dall'International Ice Hockey Federation al Canada, che lo ha ospitato a Saskatoon e a Regina nel periodo tra il 26 dicembre 2009 e il 5 gennaio 2010. Questa è la seconda volta che Saskatoon ha ospitato il torneo, dopo il mondiale svoltosi nel 1991. Prima dell'inizio del Campionato mondiale si sono svolte alcune partite di preparazione in altre città anche al di fuori della provincia del Saskatchewan, compresa Calgary in Alberta. Nella finale gli Stati Uniti hanno sconfitto i favoriti della vigilia nonché padroni di casa del Canada per 6-5 all'overtime e si sono aggiudicati il secondo titolo di categoria, interrompendo il record dei canadesi di cinque medaglie d'oro consecutive.

## Campionato di gruppo A

### Stadi
- Il Credit Union Centre di Saskatoon ha ospitato la maggior parte delle partite, inclusa tutta la fase ad eliminazione diretta. L'arena è stata rinnovata proprio in vista del torneo con un ampliamento dei posti a sedere fino a 14.700 spettatori.
- Il Brandt Centre di Regina ha accolto le altre partite, e a sua volta ha subito interventi di ristrutturazione. Può ospitare 7.000 persone.

### Partecipanti
Al torneo prendono parte 10 squadre:
| 8 dall'Europa     | Austria | Finlandia   | Lettonia | Rep. Ceca |  |
| 8 dall'Europa     | Russia  | Slovacchia  | Svezia   | Svizzera  |  |
| 2 dal Nordamerica | Canada  | Stati Uniti |          |           |  |

### Gironi preliminari
Le dieci squadre partecipanti sono state divise in due gironi da 5 cinque squadre ciascuno: le compagini che si classificano al primo posto nel rispettivo girone si qualificano direttamente alle semifinali. La seconda e la terza classifica di ciascun raggruppamento disputano invece i quarti di finale. La quarta e la quinta giocano infine un ulteriore girone al termine del quale le ultime due classificate vengono retrocesse in Prima Divisione.

#### Girone A
| Saskatoon 26 dicembre 2009, ore 15:00 UTC-6 | Lettonia | 0 – 16 (0-5; 0-6; 0-5) referto | Canada | Credit Union Centre (12.469 spett.) |

| Saskatoon 26 dicembre 2009, ore 19:00 UTC-6 | Slovacchia | 3 – 7 (2-1; 1-4; 0-2) referto | Stati Uniti | Credit Union Centre (11.318 spett.) |

| Saskatoon 27 dicembre 2009, ore 15:00 UTC-6 | Stati Uniti | 3 – 0 (0-0; 1-0; 2-0) referto | Svizzera | Credit Union Centre (12.853 spett.) |

| Saskatoon 27 dicembre 2009, ore 19:00 UTC-6 | Slovacchia | 8 – 3 (5-0; 2-2; 1-1) referto | Lettonia | Credit Union Centre (12.628 spett.) |

| Saskatoon 28 dicembre 2009, ore 15:00 UTC-6 | Canada | 6 – 0 (2-0; 3-0; 1-0) referto | Svizzera | Credit Union Centre (13.301 spett.) |

| Saskatoon 29 dicembre 2009, ore 15:00 UTC-6 | Lettonia | 1 – 12 (0-6; 1-1; 0-5) referto | Stati Uniti | Credit Union Centre (11.494 spett.) |

| Saskatoon 29 dicembre 2009, ore 19:00 UTC-6 | Canada | 8 – 2 (3-0; 4-1; 1-1) referto | Slovacchia | Credit Union Centre (13.232 spett.) |

| Saskatoon 30 dicembre 2009, ore 15:00 UTC-6 | Svizzera | 7 – 5 (2-3; 1-1 3-1) referto | Lettonia | Credit Union Centre (13.193 spett.) |

| Saskatoon 31 dicembre 2009, ore 15:00 UTC-6 | Svizzera | 4 – 1 (0-0; 1-0; 3-1) referto | Slovacchia | Credit Union Centre (13.177 spett.) |

| Saskatoon 31 dicembre 2009, ore 19:00 UTC-6 | Stati Uniti    | 4 – 4 (d.t.s.) (1-1; 2-0; 1-3) referto | Canada | Credit Union Centre (15.171 spett.) |
| Shootout 0 – 1                              |                |                                        |        |                                     |
|                                             |                |                                        |        |                                     |
|                                             | Shootout 0 – 1 |                                        |        |                                     |

| Pos. |             | PG | V | VOT | POT | P | GF | GS | DR  | Pt | Accede a             |
| 1.   | Canada      | 4  | 3 | 1   | 0   | 0 | 35 | 6  | +29 | 11 | Semifinali           |
| 2.   | Stati Uniti | 4  | 3 | 0   | 1   | 0 | 26 | 9  | +17 | 10 | Quarti di finale     |
| 3.   | Svizzera    | 4  | 2 | 0   | 0   | 2 | 11 | 15 | -4  | 6  | Quarti di finale     |
| 4.   | Slovacchia  | 4  | 1 | 0   | 0   | 3 | 14 | 22 | -8  | 3  | Girone Retrocessione |
| 5.   | Lettonia    | 4  | 0 | 0   | 0   | 4 | 9  | 43 | -34 | 0  | Girone Retrocessione |

#### Girone B
| Regina 26 dicembre 2009, ore 13:00 UTC-6 | Rep. Ceca | 1 – 10 (0-4; 1-2; 0-4) referto | Svezia | Brandt Centre (5.191 spett.) |

| Regina 26 dicembre 2009, ore 17:00 UTC-6 | Russia | 6 – 2 (4-1; 1-0; 1-1) referto | Austria | Brandt Centre (4.990 spett.) |

| Regina 27 dicembre 2009, ore 13:00 UTC-6 | Austria | 3 – 7 (0-2; 3-2; 0-3) referto | Svezia | Brandt Centre (5.025 spett.) |

| Regina 27 dicembre 2009, ore 17:00 UTC-6 | Rep. Ceca | 3 – 4 (2-0; 1-1; 0-3) referto | Finlandia | Brandt Centre (5.572 spett.) |

| Regina 28 dicembre 2009, ore 17:00 UTC-6 | Finlandia | 0 – 2 (0-1; 0-1; 0-0) referto | Russia | Brandt Centre (5.675 spett.) |

| Regina 29 dicembre 2009, ore 13:00 UTC-6 | Austria | 1 – 7 (1-1; 0-3; 0-3) referto | Rep. Ceca | Brandt Centre (5.334 spett.) |

| Regina 29 dicembre 2009, ore 17:00 UTC-6 | Svezia | 4 – 1 (2-0; 1-1; 1-0) referto | Russia | Brandt Centre (6.234 spett.) |

| Regina 30 dicembre 2009, ore 13:00 UTC-6 | Finlandia | 10 – 1 (5-0; 3-1; 2-0) referto | Austria | Brandt Centre (5.193 spett.) |

| Regina 31 dicembre 2009, ore 13:00 UTC-6 | Svezia | 7 – 1 (1-0; 3-0; 3-1) referto | Finlandia | Brandt Centre (5.145 spett.) |

| Regina 31 dicembre 2009, ore 17:00 UTC-6 | Russia | 5 – 2 (1-0; 1-1; 3-1) referto | Rep. Ceca | Brandt Centre (5.293 spett.) |

| Pos. |           | PG | V | VOT | POT | P | GF | GS | DR  | Pt | Accede a             |
| 1.   | Svezia    | 4  | 4 | 0   | 0   | 0 | 28 | 6  | +22 | 12 | Semifinali           |
| 2.   | Russia    | 4  | 3 | 0   | 0   | 1 | 14 | 8  | +6  | 9  | Quarti di finale     |
| 3.   | Finlandia | 4  | 2 | 0   | 0   | 2 | 15 | 13 | +2  | 6  | Quarti di finale     |
| 4.   | Rep. Ceca | 4  | 1 | 0   | 0   | 3 | 13 | 20 | -7  | 3  | Girone Retrocessione |
| 5.   | Austria   | 4  | 0 | 0   | 0   | 4 | 7  | 30 | -23 | 0  | Girone Retrocessione |

### Girone per non retrocedere
Le ultime due classificate di ogni raggruppamento si sfidano in un girone all'italiana di sola andata. Le prime due classificate guadagnano la permanenza nel Gruppo A, mentre le ultime vengono retrocesse in Prima Divisione. Le sfide tra squadre provenienti dallo stesso girone si disputano, ma tutte le squadre ereditano i punti e la differenza reti delle partite precedentemente giocate. Pertanto Slovacchia e Repubblica Ceca partono da 3 punti in virtù delle vittorie rispettivamente su Lettonia e Austria.
| Saskatoon 2 gennaio 2010, ore 12:00 UTC-6 | Slovacchia | 3 – 2 (2-0; 0-2; 1-0) referto | Austria | Credit Union Centre (8.634 spett.) |

| Saskatoon 3 gennaio 2010, ore 12:00 UTC-6 | Rep. Ceca | 10 – 2 (5-0; 3-2; 2-0) referto | Lettonia | Credit Union Centre (8.294 spett.) |

| Saskatoon 4 gennaio 2010, ore 12:00 UTC-6 | Slovacchia | 2 – 5 (1-1; 1-3; 0-1) referto | Rep. Ceca | Credit Union Centre (6.221 spett.) |

| Saskatoon 4 gennaio 2010, ore 16:00 UTC-6 | Lettonia | 6 – 4 (4-1; 0-2; 2-1) referto | Austria | Credit Union Centre (7.238 spett.) |

| Pos. |            | PG | V | VOT | POT | P | GF | GS | DR  | Pt |
| 1.   | Rep. Ceca  | 3  | 3 | 0   | 0   | 0 | 22 | 5  | +17 | 9  |
| 2.   | Slovacchia | 3  | 2 | 0   | 0   | 1 | 13 | 10 | +3  | 6  |
| 3.   | Lettonia   | 3  | 1 | 0   | 0   | 2 | 11 | 22 | -11 | 3  |
| 4.   | Austria    | 3  | 0 | 0   | 0   | 3 | 7  | 16 | -9  | 0  |

### Fase ad eliminazione diretta
|  | Quarti di finale | Quarti di finale | Quarti di finale |  |  | Semifinali | Semifinali  | Semifinali |  |  | Finali          | Finali          | Finali          |
|  |                  |                  |                  |  |  |            |             |            |  |  |                 |                 |                 |
|  |                  |                  |                  |  |  | A2         | Stati Uniti | 5          |  |  |                 |                 |                 |
|  | A2               | Stati Uniti      | 6                |  |  | B1         | Svezia      | 2          |  |  |                 |                 |                 |
|  | B3               | Finlandia        | 2                |  |  |            |             |            |  |  | A2              | Stati Uniti     | 6               |
|  |                  |                  |                  |  |  |            |             |            |  |  | A1              | Canada          | 5               |
|  |                  |                  |                  |  |  | A3         | Svizzera    | 1          |  |  |                 |                 |                 |
|  | B2               | Russia           | 2                |  |  | A1         | Canada      | 6          |  |  | Finale 3° posto | Finale 3° posto | Finale 3° posto |
|  | A3               | Svizzera         | 3                |  |  |            |             |            |  |  | B1              | Svezia          | 11              |
|  |                  |                  |                  |  |  |            |             |            |  |  | A3              | Svizzera        | 4               |

#### Quarti di finale
| Saskatoon 2 gennaio 2010, ore 16:00 UTC-6 | Russia | 2 – 3 (d.t.s.) (0-0; 2-1; 0-1) referto | Svizzera | Credit Union Centre (12.278 spett.) |

| Saskatoon 2 gennaio 2010, ore 20:00 UTC-6 | Stati Uniti | 6 – 2 (2-0; 1-1; 3-1) referto | Finlandia | Credit Union Centre (12.701 spett.) |

#### Semifinali
| Saskatoon 3 gennaio 2010, ore 16:00 UTC-6 | Canada | 6 – 1 (1-0; 2-1; 3-0) referto | Svizzera | Credit Union Centre (13.427 spett.) |

| Saskatoon 3 gennaio 2010, ore 16:00 UTC-6 | Svezia | 2 – 5 (0-1; 2-1; 0-3) referto | Stati Uniti | Credit Union Centre (12.137 spett.) |

#### Finale per il 5º posto
| Saskatoon 4 gennaio 2010, ore 20:00 UTC-6 | Russia | 3 – 4 (2-1; 0-1; 1-2) referto | Finlandia | Credit Union Centre (11.214 spett.) |

#### Finale per il 3º posto
| Saskatoon 5 gennaio 2010, ore 15:00 UTC-6 | Svizzera | 4 – 11 (0-5; 4-5; 0-1) referto | Svezia | Credit Union Centre (12.121 spett.) |

#### Finale
| Saskatoon 5 gennaio 2010, ore 19:00 UTC-6 | Canada | 5 – 6 (d.t.s.) (2-2; 1-1; 2-2) referto | Stati Uniti | Credit Union Centre (15.171 spett.) |

### Classifica marcatori
| Giocatore                | PG | G | A  | Pt | +/- | MP |
| ------------------------ | -- | - | -- | -- | --- | -- |
| Derek Stepan             | 7  | 4 | 10 | 14 | +9  | 4  |
| Jordan Eberle            | 6  | 8 | 5  | 13 | +3  | 4  |
| Taylor Hall              | 6  | 6 | 6  | 12 | +3  | 0  |
| Jerry D'Amigo            | 7  | 6 | 6  | 12 | +7  | 0  |
| Alex Pietrangelo         | 6  | 3 | 9  | 12 | +9  | 14 |
| André Petersson          | 6  | 8 | 3  | 11 | +8  | 4  |
| Nino Niederreiter        | 7  | 6 | 4  | 10 | -2  | 10 |
| Kirill Petrov            | 6  | 4 | 6  | 10 | +7  | 6  |
| Magnus Pääjärvi-Svensson | 6  | 3 | 7  | 10 | +6  | 2  |
| Anton Rödin              | 6  | 3 | 7  | 10 | +4  | 2  |

### Classifica portieri
| Giocatore       | Min    | TC  | GS | SO | MGS  | Sv%   |
| --------------- | ------ | --- | -- | -- | ---- | ----- |
| Igor Bobkov     | 343:05 | 200 | 14 | 1  | 2.45 | 93.00 |
| Jacob Markström | 298:50 | 151 | 11 | 0  | 2.21 | 92.72 |
| Mike Lee        | 263:56 | 119 | 11 | 0  | 2.50 | 90.76 |
| Jake Allen      | 291:23 | 102 | 10 | 2  | 2.06 | 90.20 |
| Benjamin Conz   | 428:10 | 318 | 34 | 0  | 4.76 | 89.31 |

### Classifica finale
| Pos | Squadra     |
| --- | ----------- |
| 1   | Stati Uniti |
| 2   | Canada      |
| 3   | Svezia      |
| 4   | Svizzera    |
| 5   | Finlandia   |
| 6   | Russia      |
| 7   | Rep. Ceca   |
| 8   | Slovacchia  |
| 9   | Lettonia    |
| 10  | Austria     |

| Promosse nel Gruppo A:         | Germania | Norvegia |
| Retrocesse in Prima Divisione: | Lettonia | Austria  |

#### Riconoscimenti
Riconoscimenti individuali
| Premio                  | Giocatore        |
| ----------------------- | ---------------- |
| Miglior giocatore (MVP) | Jordan Eberle    |
| Miglior portiere        | Benjamin Conz    |
| Miglior difensore       | Alex Pietrangelo |
| Miglior attaccante      | Jordan Eberle    |

All-Star Team

| Attacco:  | Jordan Eberle – Derek Stepan – Nino Niederreiter |
| Difesa:   | Alex Pietrangelo – John Carlson                  |
| Portiere: | Benjamin Conz                                    |

## Prima Divisione
Il Campionato di Prima Divisione si è svolto in due gironi all'italiana. Il Gruppo A ha giocato a Megève & Saint-Gervais-les-Bains, in Francia, fra il 14 e il 20 dicembre 2009. Il Gruppo B ha giocato a Danzica, in Polonia, fra il 14 e il 20 dicembre 2009:

### Gruppo A
| Pos. |           | PG | V | VOT | POT | P | GF | GS | DR  | Pt |
| 1.   | Germania  | 5  | 5 | 0   | 0   | 0 | 27 | 2  | +24 | 15 |
| 2.   | Danimarca | 5  | 4 | 0   | 0   | 1 | 21 | 9  | +12 | 12 |
| 3.   | Slovenia  | 5  | 2 | 1   | 0   | 2 | 8  | 12 | -4  | 8  |
| 4.   | Ucraina   | 5  | 1 | 0   | 1   | 3 | 15 | 23 | -8  | 4  |
| 5.   | Giappone  | 5  | 1 | 0   | 0   | 4 | 9  | 26 | -17 | 3  |
| 6.   | Francia   | 5  | 1 | 0   | 0   | 4 | 9  | 16 | -7  | 3  |

### Gruppo B
| Pos. |             | PG | V | VOT | POT | P | GF | GS | DR  | Pt |
| 1.   | Norvegia    | 5  | 4 | 1   | 0   | 0 | 33 | 8  | +25 | 14 |
| 2.   | Bielorussia | 5  | 3 | 0   | 2   | 0 | 30 | 12 | +18 | 11 |
| 3.   | Italia      | 5  | 2 | 1   | 0   | 2 | 8  | 8  | 0   | 8  |
| 4.   | Kazakistan  | 5  | 2 | 0   | 0   | 3 | 20 | 16 | +4  | 6  |
| 5.   | Croazia     | 5  | 1 | 0   | 0   | 4 | 14 | 51 | -37 | 3  |
| 6.   | Polonia     | 5  | 1 | 0   | 0   | 4 | 12 | 22 | -10 | 3  |

| Promosse nel Gruppo A:           | Germania | Norvegia |
| Retrocesse in Seconda Divisione: | Francia  | Polonia  |

## Seconda Divisione
Il Campionato di Seconda Divisione si è svolto in due gironi all'italiana. Il Gruppo A ha giocato a Debrecen, in Ungheria, fra il 13 e il 19 dicembre 2009. Il Gruppo B ha giocato a Narva, in Estonia, fra il 12 e il 18 dicembre 2009:

### Gruppo A
| Pos. |               | PG | V | VOT | POT | P | GF | GS | DR  | Pt |
| 1.   | Regno Unito   | 5  | 3 | 2   | 0   | 0 | 51 | 11 | +40 | 13 |
| 2.   | Ungheria      | 5  | 4 | 0   | 1   | 0 | 66 | 8  | +58 | 13 |
| 3.   | Spagna        | 5  | 3 | 0   | 1   | 1 | 30 | 17 | +13 | 10 |
| 4.   | Corea del Sud | 5  | 2 | 0   | 0   | 3 | 20 | 18 | +2  | 6  |
| 5.   | Cina          | 5  | 1 | 0   | 0   | 4 | 8  | 48 | -40 | 3  |
| 6.   | Messico       | 5  | 0 | 0   | 0   | 4 | 4  | 77 | -73 | 0  |

### Gruppo B
| Pos. |             | PG | V | VOT | POT | P | GF | GS | DR  | Pt |
| 1.   | Lituania    | 5  | 5 | 0   | 0   | 0 | 34 | 12 | +22 | 15 |
| 2.   | Paesi Bassi | 5  | 4 | 0   | 0   | 1 | 26 | 19 | +7  | 12 |
| 3.   | Romania     | 5  | 2 | 1   | 0   | 2 | 21 | 21 | 0   | 8  |
| 4.   | Belgio      | 5  | 1 | 1   | 0   | 3 | 15 | 24 | -9  | 5  |
| 5.   | Estonia     | 5  | 0 | 0   | 3   | 2 | 15 | 24 | -9  | 3  |
| 6.   | Serbia      | 5  | 0 | 1   | 0   | 4 | 17 | 28 | -11 | 2  |

| Promosse in Prima Divisione:   | Regno Unito | Lituania |
| Retrocesse in Terza Divisione: | Messico     | Serbia   |

## Terza Divisione
Il Campionato di Terza Divisione si è svolto in due gironi all'italiana seguiti da una fase a eliminazione diretta, in cui le finaliste hanno conquistato la promozione. La Divisione ha giocato a Istanbul, in Turchia, fra il 4 e il 10 gennaio 2010.
| Promosse in Seconda Divisione:      | Australia | Islanda |
| Retrocesse dalla Seconda Divisione: | Messico   | Serbia  |